# Parc del Guinardó
El Parc del Guinardó és una zona verda que forma part dels Tres Turons, a la part alta de Barcelona, inclosa a l'Inventari del Patrimoni Arquitectònic de Catalunya.

## Història i descripció
Durant molts segles, aquest indret va ser agrícola, dedicat principalment al cultiu de la vinya. La plaga de la fil·loxera del 1881, va arruïnar els cultius i les terres quedaren mig abandonades, ermes i pelades. Tan sols es mantingueren alguns garrofers i roures a la part més obaga.
El 1894, Salvador Riera va comprar els camps del mas Guinardó. A part de la zona urbanitzable, la propietat incloïa dues peces de terra situades a l'obaga de la font del Cuento, lloc on naixia el torrent de la Guineu. La primera peça, de 23.900 m², formava part de l'antic municipi de Sant Andreu de Palomar; la segona, d'una mida similar, corresponia a Sant Martí de Provençals. Per les dues peces, Riera va pagar 25.000 pessetes. Quatre anys més tard, adquirí dues parcel·les de la urbanització de can Sors, de la mida de 592 m² pel valor de 1.385 pessetes. El 1900 va fer el mateix amb un tros de terra pertanyent a l'antiga Torre dels Pardals, de 394 m², per la quantitat de 1.250 pessetes. Aquestes dues compres donaven accessos a la part principal des dels nous carrers oberts al Guinardó: Grècia i Horta (avui Garriga i Roca).
Per la seva part, el 1906, l'Ajuntament de Barcelona va pressupostar la quantitat de 500.000 pessetes per a l'adquisició de terrenys destinats a parcs. Salvador Riera s'apuntà al concurs i oferí els terrenys esmentats, que foren adquirits pel consistori a començaments del 1910 i se'n pagaren la quantitat de 239.858 pessetes. Riera només n'havia pagat quan els va comprar 27.645 pessetes.

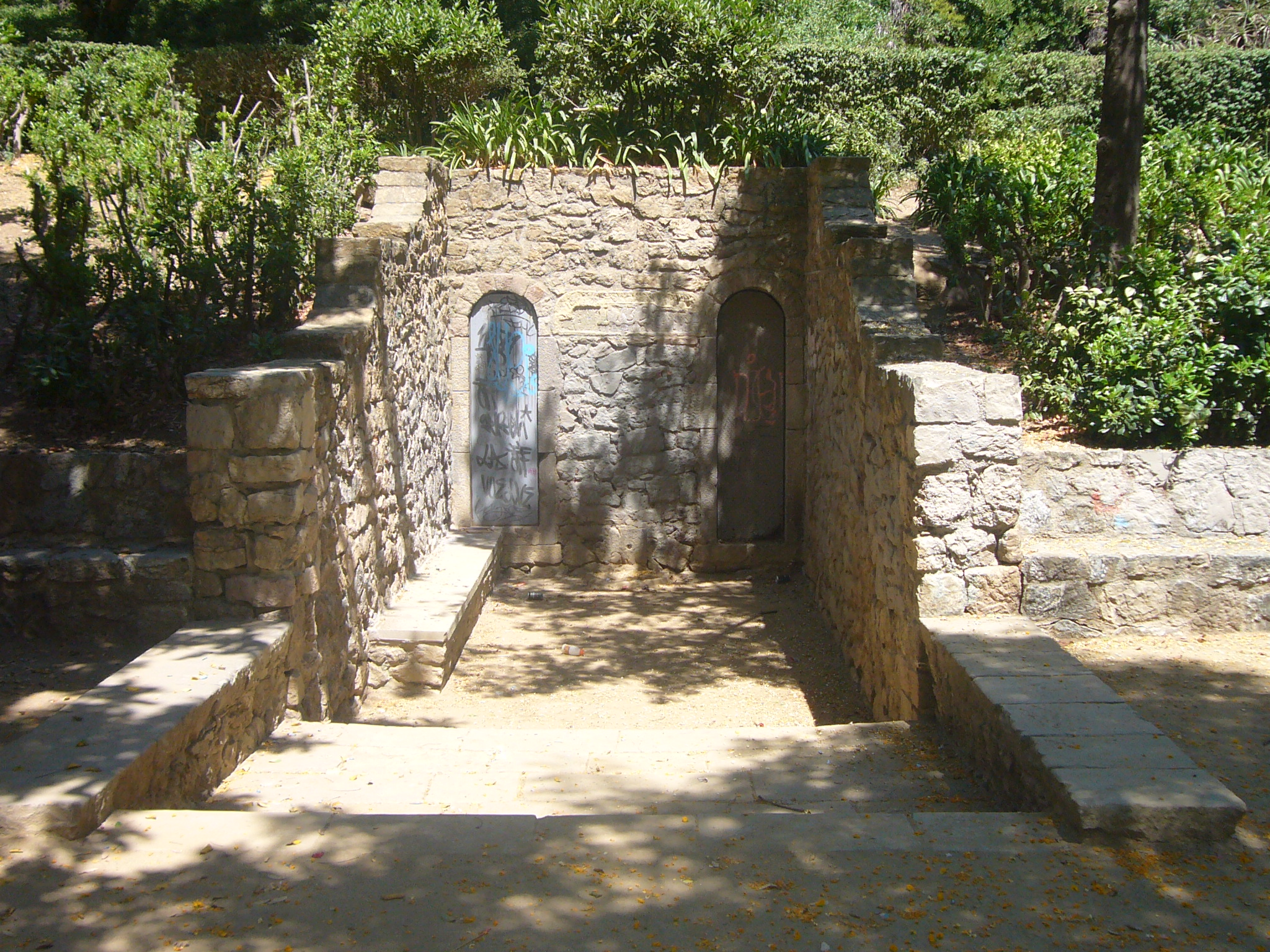
Font del Cuento

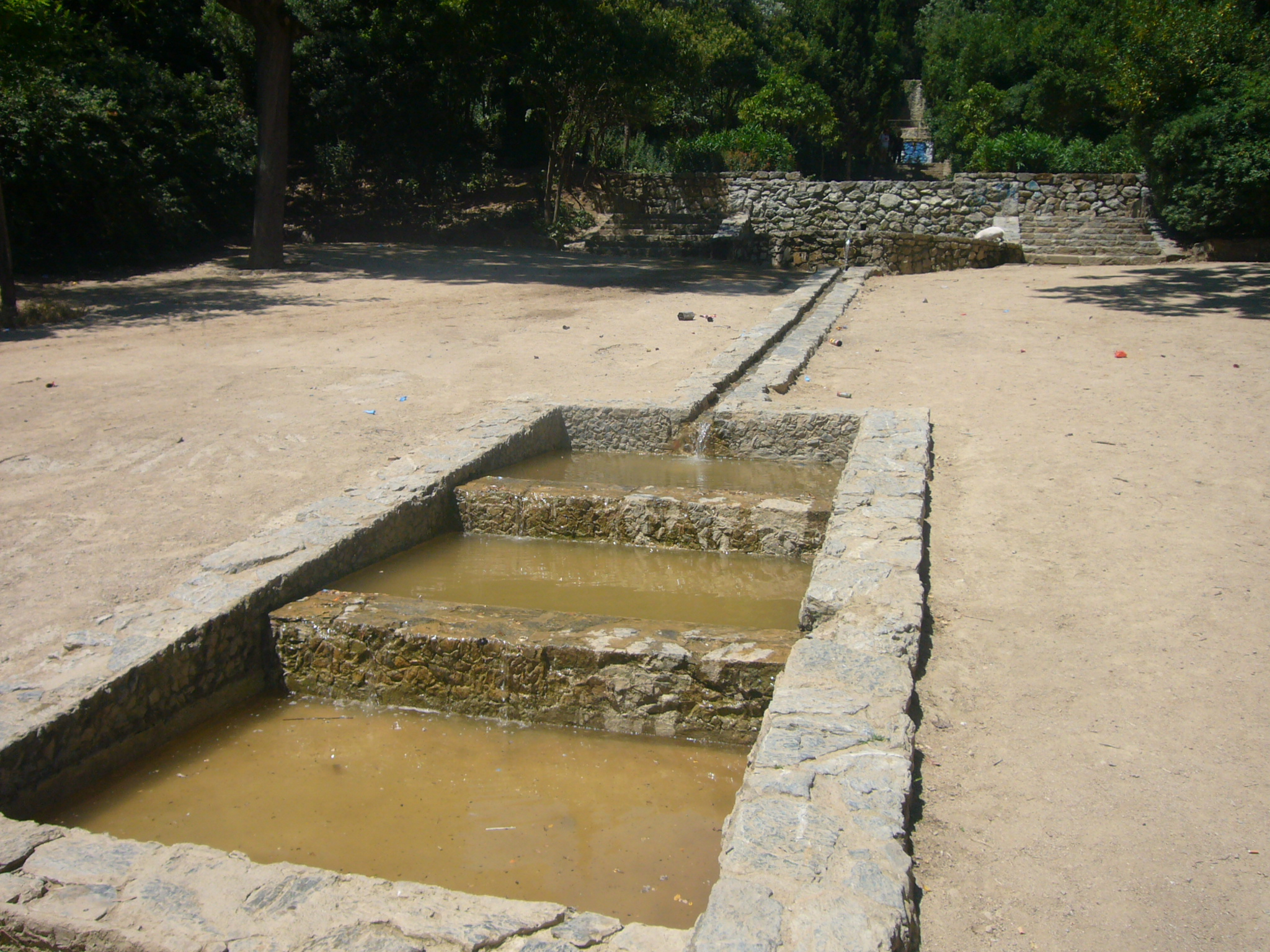
Zona històrica central, amb murets de pedra solcats per canals per on corre l'aigua que baixa des del safareig, formant cascades i omplint estanyols

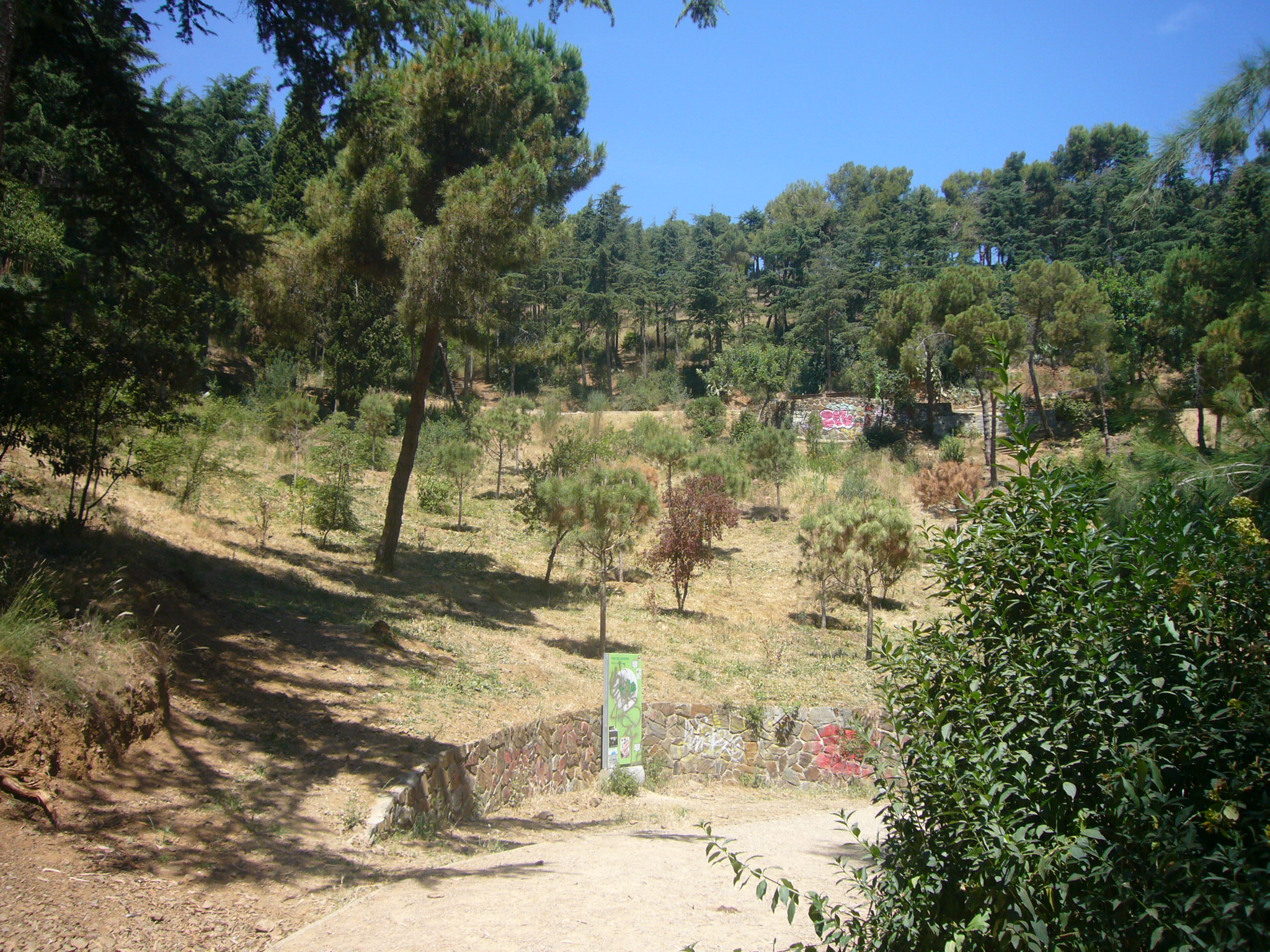
Zona superior del parc, amb el bosc de pins

El parc va ser construït a partir del 1916 segons un projecte de Jean-Claude-Nicolas Forestier i dut a terme pel seu deixeble Nicolau Maria Rubió i Tudurí, va ser un dels primers parcs municipals de la ciutat. Amb aquest projecte, Forestier, que havia estat reclamat per Francesc Cambó (1915) per a projectar i dirigir els jardins per a la futura Exposició Internacional de 1929, creà una escola a Catalunya amb la introducció del jardí de paisatge. La seva tasca va ser continuada per l'arquitecte Nicolau Maria Rubió i Tudurí que realitzà, entre d'altres, els jardins del Palau de Pedralbes, els de la plaça de Francesc Macià o el darrer disseny (projectat abans de morir el 1981) de la plaça de Gaudí davant de la façana del Naixement de la Sagrada Família.
El Pla General de 1917 ja preveia l'ampliació del parc, afectant diversos propietaris. El 1919 es va convocar un concurs de compra de terrenys, fins a 700.000 pessetes, al que hi concorregueren diversos propietaris importants dels voltants: Francesc Planàs, Pere Vintró, Montserrat de Casanovas, Pere Borràs, i alguns altres petits parcel·listes, en especial de la urbanització de Can Sors. D'aquesta manera la zona verda es doblà, creixent bàsicament en direcció cap a la Font d'en Fargues. El 1921, un estudi elaborat per la Junta de Ciències Naturals el 1921 va analitzar la possibilitat d'instal·lar un nou zoològic i parc botànic en aquesta zona, cosa que fou desestimada per la per l'elevat cost de l'operació. La necessitat de trobar una ubicació per al zoo va venia donada per la manca d'espai de què disposava per a instal·lar-hi la col·lecció d'animals que feia pocs anys l'Ajuntament havia adquirit als propietaris de la Granja Vella de Martí-Codolar.
El 1922 es va fer un nou concurs de compra de terrenys per ampliar el parc del Guinardó i, juntament amb altres adquisicions posteriors als anys 1950 i 1960, l'extensió d'aquesta zona verda va arribar a les quasi 16 hectàrees actuals. Durant la Guerra Civil, molts arbres foren tallats per obtenir llenya com a combustible familiar. Cap als anys 1960 s'inicià la repoblació forestal a base de pins, cedres i eucaliptus.
Remodelat el 1977, és un dels parcs més destacats de què disposa la ciutat, sobretot l'accés des de la placeta del Nen de la Rutlla, obra de l'arquitecte Joaquim Maria Casamor i d'Espona. L'escultura és obra de Joaquim Ros i Bofarull (1961).
Comprèn aproximadament 16 hectàrees de terreny que es distribueixen en tres zones amb característiques ben diferenciades: l'entrada principal (plaça de Puig i Alfonso) amb grans plataformes a diferents nivells, separades per talussos amb arbusts i gespa i jocs infantils, i una segona zona presidida per un safareig (des d'on es pot observar una panoràmica sobre la ciutat), a partir del qual l'aigua llisca a través d'uns canalons de pedra i petites basses. Entre les dues es troba la popular Font del Cuento, que ja existia amb anterioritat, segons consta en la inscripció de la llinda que es conserva (1739). Finalment, i en la zona superior del parc, hi ha el gran bosc de pins amb forts pendents que envolten la segona zona en forma d'amfiteatre, coneguda com la mitja lluna.
Cal remarcar que a la part superior del parc s'hi troba un dels jaciments ibèrics més importants del Pla de Barcelona. Va esser excavat per en Joan Colomines el 1931 i s'hi va trobar un mur defensiu amb dos camins d'accés, un per cada vessant retallats a la roca i amb una torre circular de defensa a la porta d'entrada. S'hi van trobar tres sitges, uns pesos de teler i ceràmica feta a mà de l'estil campanià que permeten la datació en un període que anà del segle iii al ii aC.
Per a donar continuïtat al carrer de Mühlberg al barri de Can Baró a través del parc, el 1991 es construí el pont de Mühlberg.
El parc és important per als ocells que hi fan estada a diverses èpoques de l'any. Un grup ornitològic hi va observar quasi cinquanta espècies l'any 1983.